# Treffen von Erich Honecker mit evangelischen Kirchenvertretern 1978

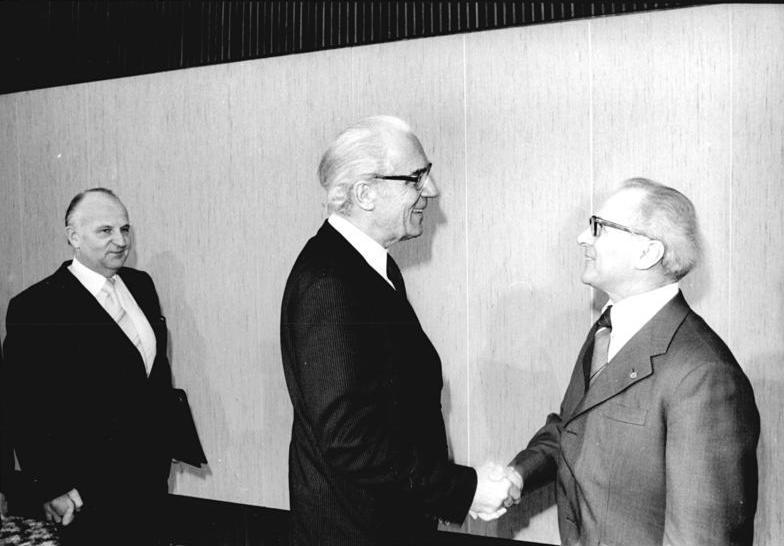
Bischof Albrecht Schönherr und Erich Honecker

Das Treffen von Erich Honecker mit evangelischen Kirchenvertretern  fand am 6. März 1978 in Ost-Berlin statt. Es bedeutete eine Stabilisierung des Verhältnisses zwischen Staat und Kirche in der DDR.

## Vorgeschichte
Die SED war immer bestrebt, den Einfluss der christlichen Kirchen in der DDR zurückzudrängen. Dabei gab es Zeiten von massiven Repressionen, besonders 1952/53, und Zeiten einer toleranteren Politik.
Nach der Selbstverbrennung des Pfarrers Oskar Brüsewitz 1976 aus politischem Protest und den Spannungen im kulturellen Leben der DDR nach der Ausbürgerung von Wolf Biermann im selben Jahr gab es staatlicherseits das Bedürfnis nach friedlichen Übereinkommen mit den evangelischen Kirchen, als größter Religionsgemeinschaft in der DDR.
Die Initiative zu diesem Treffen ging von Erich Honecker aus, die Vorbereitungen liefen streng vertraulich, sodass außer einem kleinen Kreis von Beteiligten niemand davon wusste.

## Treffen

### Beteiligte

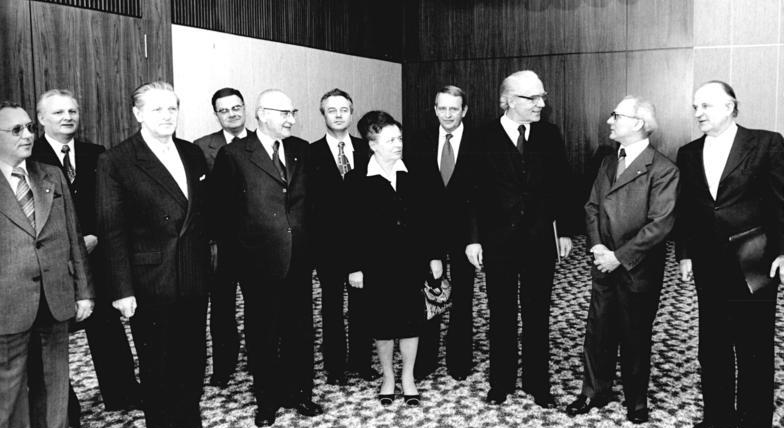
Gesprächsteilnehmer

Von staatlicher Seite waren beteiligt
- Erich Honecker, Staatsratsvorsitzender und SED-Generalsekretär
- Paul Verner, Mitglied des ZK der SED
- Rudi Hellmann, Leiter der Abteilung Kirchenfragen beim ZK der SED
- Hermann Kalb (CDU), stellvertretender Staatssekretär für Kirchenfragen
- Heinz Eichler (SED), Sekretär im Staatsrat

Von kirchlicher Seite waren beteiligt
- Albrecht Schönherr, Bischof der Evangelischen Kirche in Berlin-Brandenburg (Bereich Ost) und Vorsitzender der Konferenz der Evangelischen Kirchenleitungen in der DDR
- Werner Krusche, Bischof der Evangelischen Kirche der Kirchenprovinz Sachsen, Mitglied der Konferenz der Evangelischen Kirchenleitungen in der DDR
- Siegfried Wahrmann, Präses der Synode der Evangelisch-Lutherischen Landeskirche Mecklenburgs
- Kurt Domsch, Präsident des Evangelisch-Lutherischen Landeskirchenamtes Sachsen
- Manfred Stolpe, Konsistorialpräsident, Leiter des Sekretariats des Bundes der Evangelischen Kirchen in der DDR
- Christina Schultheiß, Präsidentin der Thüringer Landessynode

### Verlauf
Nach Statements von Erich Honecker und Bischof Albrecht Schönherr wurden Vereinbarungen über verschiedene Sachbereiche getroffen.
Diese betrafen unter anderem
- Bau von Kirchen und Gemeindezentren in Neubaugebieten
- Seelsorgemöglichkeiten im Strafvollzug
- Religiöse Handlungen in Pflegeheimen und Krankenhäusern
- regelmäßige kirchliche Sendungen im Fernsehen und Rundfunk
- staatliche finanzielle Unterstützungen von sozialen Einrichtungen der Diakonie
- Rentenansprüche von kirchlichen Mitarbeitern
- rechtliche Fragen von kirchlichen Liegenschaften
- und weiteres

Das Gespräch fand in einer offenen und sachlichen Atmosphäre statt.

## Nachwirkungen
Die Berichterstattung über das Treffen in Fernsehen und Zeitungen war für viele DDR-Bürger eine Überraschung. Erstmals wurden kirchliche Vertreter und Anliegen mit einer solchen Aufmerksamkeit bedacht. Dieses bedeutete einerseits eine formale Aufwertung von Christen in der DDR, die bis dahin immer an den Rand gedrängt worden waren. Andererseits war für viele die Nähe und Kooperation mit den staatlichen Vertretern zu dicht.
Das Treffen vom 6. März 1978  galt seitdem als Grundlage eines sachlichen und pragmatischen Verhältnisses zwischen Staat und Kirche, das trotz vielfacher Spannungen bestehen blieb.